# Stanley Turrentine
Stanley William Turrentine (Pittsburgh, 5 april 1934 – New York, 12 september 2000) was een Amerikaanse tenorsaxofonist. Turrentine was getrouwd met organiste Shirley Scott en was de jongere broer van trompettist Tommy Turrentine.

## Loopbaan
Turrentine begon zijn carrière gedurende de jaren 50 in de blues- en rhythm-and-blues-bands van Lowell Fulson en Earl Bostic. Nadat hij zijn dienst in 1959 in het leger had volbracht sloot Turrentine zich aan bij de band van drummer Max Roach.
Nadat Turrentine in 1960 met Shirley Scott huwde werkte hij veel samen met zowel Scott als organist Jimmy Smith. Toen het huwelijk in de jaren 70 strandde legde hij zich toe op jazz fusion. In de jaren 80 en 90 keerde hij terug naar de jazz.
- Bibsys: 4024226
- Biblioteca Nacional de España: XX1142328
- Bibliothèque nationale de France: cb139006134 (data)
- CiNii: DA09428878
- Gemeinsame Normdatei: 129060941
- International Standard Name Identifier: 0000 0001 1604 3089
- Library of Congress Control Number: n81058240
- MusicBrainz: 51e0df97-1fe2-401c-ba92-9f854b7831c3
- Nationale Bibliotheek van Tsjechië: ola2002159258
- Nationale Bibliotheek van Israël: 987007350585805171
- Nederlandse Thesaurus van Auteursnamen: 072998962
- Réseau des bibliothèques de Suisse occidentale: 02-A003915793
- SNAC: w6qr7rrj
- Système universitaire de documentation: 137461879
- Virtual International Authority File: 19867349
- WorldCat: E39PBJdCrPFFbWwQwdW9yJ6Yfq